# بیل تیلدن
بیل تیلدن (به انگلیسی: Bill Tilden) (تولد ۱۰ فوریه ۱۸۹۳- مرگ ۱۹۵۳) تنیسوری حرفه‌ای از آمریکا بود.وی همواره یکی از بهترین بازیکنان تاریخ این ورزش محسوب می شود.وی به صورت آشکارا همجنسگرا بوده است.

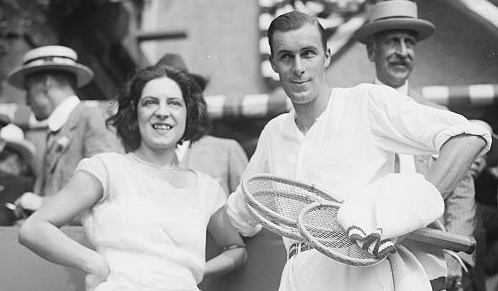
بیل تیلدن در سمت راست